# Chorebus nigrifrons
Chorebus nigrifrons är en stekelart som först beskrevs av Brethes 1921.  Chorebus nigrifrons ingår i släktet Chorebus och familjen bracksteklar. Inga underarter finns listade i Catalogue of Life.